# Joris Moura
Pas d'image ? Cliquez ici

a Compétitions nationales et continentales officielles uniquement.

b Matchs officiels uniquement.
Dernière mise à jour le 7 juin 2023.
Joris Moura, né le 7 mai 2000 à Annecy, est un joueur franco-portugais de rugby à XV jouant au poste de demi d'ouverture ou d'arrière au sein du Valence Romans DR.

## Biographie
Natif d'Annecy mais originaire de Meyzieu, dans la métropole lyonnaise, Joris Moura a notamment joué pendant 10 ans à l'US Meyzieu avant de rejoindre le Lyon olympique universitaire. En parallèle, il suit une licence STAPS.

### Carrière

#### En club
Il signe son premier contrat espoir avec le club lyonnais en mars 2019, en même temps que son coéquipier en club et en équipe nationale de jeunes Ethan Dumortier.
Il joue son premier match pour le LOU en Coupe d'Europe 2019-2020 le 12 janvier 2020, entrant en jeu contre le Leinster.
Il est champion de France espoirs (poule accession) en 2021 avec le RC Vannes.
Pour la saison 2021-2022, il s'engage avec Valence Romans Drôme Rugby.

#### En sélection nationale
International avec les moins de 17 ans puis moins de 18 ans, il est titularisé pour son premier match du 6 nations 2020 avec les moins de 20 ans au poste d'ouvreur contre l'Angleterre. Il s'illustre aussi au poste de premier centre ou 5/8e, notamment contre l'Italie.
En juin 2023, il est présélectionné pour la première fois avec l'équipe du Portugal pour préparer la Coupe du monde 2023.

## Palmarès
- Vainqueur du Championnat de France de Nationale en 2023 avec Valence Romans Drôme Rugby.